# Sociedade Independente de Comunicação
La Sociedade Independente de Comunicação S.A. (SIC)  è una emittente televisiva portoghese. Inizia ufficialmente le sue trasmissioni il 6 ottobre 1992 come prima emittente privata del Portogallo dopo 35 anni di monopolio della televisione statale RTP. Fondata dall'ex premier e fondatore del PSD Francisco Pinto Balsemão, SIC appartiene in maggioranza alla società portoghese Grupo Impresa, mentre tra gli altri azionisti c'è Rede Globo, che fin dalla nascita le fornisce alcune telenovelas.
L'impostazione dei suoi canali è volta all'intrattenimento, e alle fiction con particolare attenzione verso i prodotti portoghesi; spesso le serie americane, anche quelle più note, sono trasmesse a tarda notte.
Oltre al canale principale generalista, che è solitamente puntato sul tasto 3 del telecomando, dal 2001 sono sorti canali tematici e la versione internazionale.

## Canali SIC
- SIC - generalista
- SIC Notícias - all-news
- SIC Mulher - intrattenimento in particolare per pubblico femminile
- SIC Radical - intrattenimento, in particolare per pubblico giovane
- SIC Internacional - canale internazionale diffuso anche in Nord Africa, America ed Australia
- SIC Indoor

## Servizi SIC
- SIC Portátil
- SIC Teletexto
- SIC Mobile
- SIC Indoor
- SIC Wap
- SIC Online

## Canali non più operativi
- SIC Comédia
- SIC Gold

## Programmazione
|       | Lunedì                                         | Martedì                                        | Mercoledì                                      | Giovedì                                        | Venerdì                                        |
| ----- | ---------------------------------------------- | ---------------------------------------------- | ---------------------------------------------- | ---------------------------------------------- | ---------------------------------------------- |
| 06.00 | SIC Noticias - news                            | SIC Noticias - news                            | SIC Noticias - news                            | SIC Noticias - news                            | SIC Noticias - news                            |
| 07.00 | Edição da Manhã - news                         | Edição da Manhã - news                         | Edição da Manhã - news                         | Edição da Manhã - news                         | Edição da Manhã - news                         |
| 08.40 | A Vida nas Cartas - O Dilema - intrattenimento | A Vida nas Cartas - O Dilema - intrattenimento | A Vida nas Cartas - O Dilema - intrattenimento | A Vida nas Cartas - O Dilema - intrattenimento | A Vida nas Cartas - O Dilema - intrattenimento |
| 10.15 | Querida Manhãs - talk show                     | Querida Manhãs - talk show                     | Querida Manhãs - talk show                     | Querida Manhãs - talk show                     | Querida Manhãs - talk show                     |
| 13.00 | Primeiro Jornal - telegiornale                 | Primeiro Jornal - telegiornale                 | Primeiro Jornal - telegiornale                 | Primeiro Jornal - telegiornale                 | Primeiro Jornal - telegiornale                 |
| 14.25 | Duas caras - telenovela brasiliana             | Duas caras - telenovela brasiliana             | Duas caras - telenovela brasiliana             | Duas caras - telenovela brasiliana             | Duas caras - telenovela brasiliana             |
| 15.45 | Grande Tarde - talk show                       | Grande Tarde - talk show                       | Grande Tarde - talk show                       | Grande Tarde - talk show                       | Grande Tarde - talk show                       |
| 18.25 | Babilónia - telenovela brasiliana              | Babilónia - telenovela brasiliana              | Babilónia - telenovela brasiliana              | Babilónia - telenovela brasiliana              | Babilónia - telenovela brasiliana              |
| 20.00 | Jornal da Noite - telegiornale                 | Jornal da Noite - telegiornale                 | Jornal da Noite - telegiornale                 | Jornal da Noite - telegiornale                 | Jornal da Noite - telegiornale                 |
| 21.30 | Coração d'Ouro - telenovela autoprodotta       | Coração d'Ouro - telenovela autoprodotta       | Coração d'Ouro - telenovela autoprodotta       | Coração d'Ouro - telenovela autoprodotta       | Coração d'Ouro - telenovela autoprodotta       |
| 22.30 | Poderosas - telenovela autoprodotta            | Poderosas - telenovela autoprodotta            | Poderosas - telenovela autoprodotta            | Poderosas - telenovela autoprodotta            | Poderosas - telenovela autoprodotta            |
| 23.00 | A Regra do Jogo - telenovela brasiliana        | A Regra do Jogo - telenovela brasiliana        | A Regra do Jogo - telenovela brasiliana        | A Regra do Jogo - telenovela brasiliana        | A Regra do Jogo - telenovela brasiliana        |